# Embornal de carboni

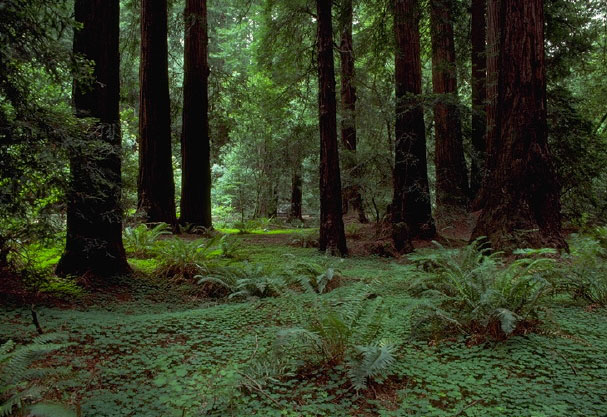
S'ha monitoritzat i mesurat que, a l'hemisferi nord, a la tardor i a l'hivern hi ha més quantitat de diòxid de carboni ambiental a causa que part de la vegetació no disposa de fulles verdes.

Un embornal de carboni és qualsevol dipòsit, natural o d'una altra mena, que absorbeixi més diòxid de carboni (CO₂) del que allibera i, així, disminueix la concentració de diòxid de carboni de l'aire. A nivell mundial, els embornals de carboni majors a la Terra són la vegetació verda als continents i el plàncton als oceans, així es considera que ambdós sistemes naturals proveeixen d'un servei de l'ecosistema al planeta.
El coneixement de la ciutadania sobre la importància dels embornals de CO₂ ha crescut des del pas del Protocol de Kyoto, que promou el seu ús com a forma de compensació de carboni, ja que el CO2 és un gas amb efecte d'hivernacle que, en les grans quantitats creades antropogènicament, es causa del canvi climàtic. També s'utilitzen diferents estratègies per millorar aquest procés. El boscos de Catalunya han perdut capacitat d'absorció de carboni, el 2020 un 17% menys que 25 anys enrere.